# Barceíno
Barceíno es una pedanía del municipio de Barceo, en la comarca de Vitigudino y subcomarca de La Ramajería, provincia de Salamanca, comunidad autónoma de Castilla y León, España.

## Toponimia
En el siglo XIII Barceo y Barceíno se denominaban Barteo y Bartillino. El diminutivo -ino que posee Barceíno, propio de la lengua leonesa, indica que sus repobladores en el siglo XII procedían de otras zonas del Reino de León, siendo bastante común en leonés la existencia de localidades contiguas en que el nombre de una es un diminutivo del de la otra como ocurría en otras localidades leonesas (Almendra y Almendrina, Moral y Moralina, Carbajales y Carbajalinos, etc).

## Historia

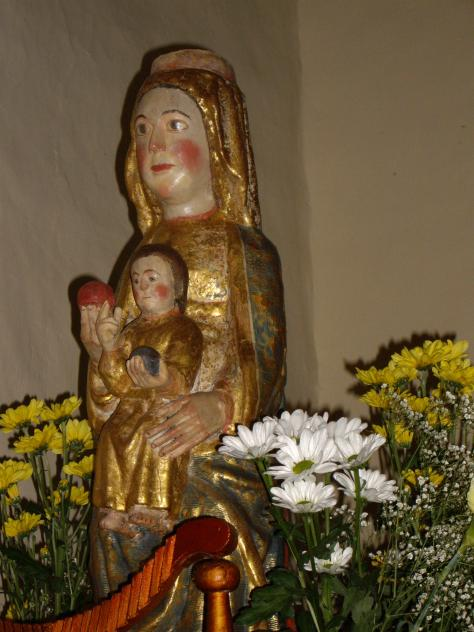
Patrona de la pedanía de Barceíno. Talla de madera policromática fechada en el

Al igual que Barceo, la fundación de Barceíno se remonta a la Edad Media, obedeciendo a las repoblaciones efectuadas por los reyes leoneses en la Alta Edad Media. Fue señorío de la Orden de Santiago a la cual quedó ligada por orden del rey Fernando II de León en el siglo XII, manteniéndose en la misma hasta 1873 bajo el obispado de León de Santiago, que encuadraba los territorios leoneses de dicha Orden, pasando entonces, con su disolución por orden papal, a formar parte de la Diócesis de Ciudad Rodrigo. Con la creación de las actuales provincias en 1833, Barceíno quedó integrado en la provincia de Salamanca, dentro de la Región Leonesa.

## Demografía
En 2021 contaba con una población de 27 habitantes, de los cuales 15 eran varones y 12 eran mujeres (INE 2021).
| Gráfica de evolución demográfica de Barceíno entre 2000 y 2021                           |
|                                                                                          |
| Fuente: Instituto Nacional de Estadística de España - Elaboración gráfica por Wikipedia. |

## Monumentos y lugares de interés
- Iglesia Parroquial de Santa Virgen del Fresno.